# Erotylus giganteus
Erotylus giganteus é um inseto da ordem Coleoptera e da família Erotylidae (os besouros-dos-fungos, assim conhecidos porque se alimentam de fungos), subfamília Erotylinae; um besouro cujo habitat são as florestas tropicais amazônicas no norte do Brasil e Guiana Francesa (onde é conhecido por érotyle géant, em francês); descrito por Lineu, em 1758, na obra Systema Naturae, com o nome Coccinella gigantea; possuindo, esta espécie, élitros polidos, muito convexos, de coloração negra com diversas manchas em vermelho ou vermelho-amarelado; a sua cabeça, o protórax, este com depressões irregulares, a parte ventral do corpo e as pernas, todos de cores negras. Além de seu padrão característico o seu tamanho é excepcionalmente grande para um Erotylidaeː entre 20 a 23 mm.